# Dieu merci, c'est vendredi
Pour plus de détails, voir Fiche technique et Distribution.
Dieu merci c'est vendredi (titre original : Thank God It's Friday) est un film américain réalisé par Robert Klane, sorti en 1978.

## Synopsis
Un animateur postule pour le poste de présentateur de la station de radio KDCO. Aventures et mélodrames vécus par les protagonistes du film, lesquels termineront la soirée sur une piste de danse emplie de musique "disco".

## Fiche technique
- Titre original : Thank God It's Friday
- Titre français : Dieu merci c'est vendredi
- Réalisation : Robert Klane
- Scénario : Armyan Bernstein (en)
- Décors : Tom H. John
- Costumes : Betsy Jones
- Photographie : James Crabe
- Montage : Richard Halsey
- Production : Rob Cohen
- Sociétés de production : Casablanca Filmworks & Motown Productions
- Société de distribution : Columbia Pictures
- Pays de production :  États-Unis
- Langue : Anglais
- Format : couleur (Metrocolor) – 35 mm – 1,85:1 – stéréo
- Genre : Comédie, Musical
- Budget : 
  - 2 200 000 $ US[1]
- Durée : 89 min
- Dates de sortie : 
  - États-Unis : 19 mai 1978 (New York, New York)
  - France : 30 août 1978

## Distribution
- Andrea Howard : Sue
- Jeff Goldblum : Tony
- Mark Lonow : Dave
- Valerie Landsburg : Frannie
- Terri Nunn : Jeannie
- John Friedrich : Ken
- Paul Jabara : Carl
- Robin Menken : Maddy
- Debra Winger : Jennifer
- Chick Vennera : Marv Gomez
- Ray Vitte : Bobby Speed
- Chuck Sacci : Gus
- Mews Small : Jackie
- Hilary Beane : Shirley
- Donna Summer : Nicole Sims
- Otis Day : Malcolm Floyd

## Distinctions

### Récompenses
- Golden Globes 1979 :
  - Meilleure chanson originale pour Paul Jabara pour Last Dance
- Oscars 1979 :
  - Meilleure chanson pour Paul Jabara pour Last Dance